# Ansel Krut
Ansel Krut (Kaapstad, 1959) is een Zuid-Afrikaanse kunstschilder. Hoewel opgeleid in een klassieke schilderstijl, wordt zijn latere werk gekenmerkt door anarchistische onderwerpen en thema's.

## Biografie
Krut begon zijn kunstopleiding op de Universiteit van de Witwatersrand (1979-1982), daarna studeerde hij aan het Cité Internationale des Arts in Parijs. Van 1983 tot 1986 studeerde hij aan de Royal College of Art en aansluitend kreeg hij een Abbey Major Scholarship voor de British School in Rome.
Krut trouwde in 1996 met kunstenares Felicity Powell (1961-2015) en kreeg met haar een tweeling. Krut en Powell leerden elkaar kennen op de British School in Rome. Powell overleed op 4 mei 2015.
Krut woont en werkt in Londen, naast schilderen geeft hij les aan de Royal College of Art en aan de National Gallery.

## Werk
Het werk van Krut representeert in een bepaalde mate een donkere kant van de mensheid. Naar eigen zeggen, vormt het opgroeien tijdens de apartheid slechts een bescheiden bron van invloed.